# Oropesa
Oropesa – miasto w Hiszpanii, w prowincji Toledo, we wspólnocie autonomicznej Kastylia-La Mancha.
Pierwsza udokumentowana wzmianka o miejscowości pochodzi z 9 lipca 1277. Wówczas król Kastylii i Leónu Alfons X przekazał zarząd nad Oropesą i Torralbą Pedrowi Martinezowi.